# 세부의 아기예수상

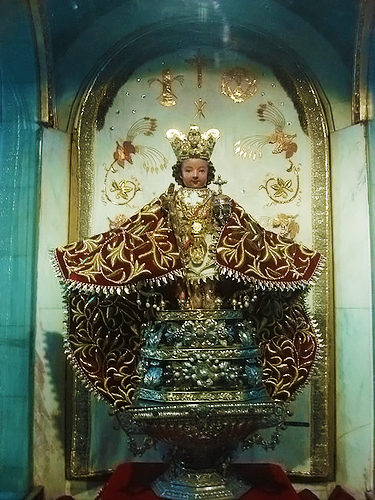
세부의 아기예수상

세부의 아기예수상(Santo Niño de Cebú , (스페인어: Santo Niño de Cebú, 영어: Holy Child of Cebu/Batang Banal ng Cebu 타갈로그어)은 아기 예수의 로마 가톨릭식 아기예수상이다. 이 상을 많은 필리핀 사람들은 기적의 힘을 가지고 있다고 믿는다. 이것은 필리핀에 있는 가장 오래된 종교적 그리스도 상이며, 원래는 1521년 투르투갈 탐험가 페르디난드 마젤란에 의해 세례의 선물로 안토니오 피가페타를 거쳐 후마마이 왕비를 통해 선물로 성모 마리아 상과 에케 호모의 흉상과 함께 라자 후마본 왕에게 준 것이다.
1965년 4월 28일, 교황 바오로 6세가 대관식을 위해 교황 특사를 통해 교황 칙서를 내렸을 때, 교황의 승인을 받았다.
이 상은 약 12인치 키를 가지고 있고, 벨기에 플란더스에서 제작된 것으로 믿고 있다.

## 같이 보기
- 프라하의 아기 예수